# Трансанатолийский газопровод
Трансанатоли́йский газопрово́д (англ. Trans-Anatolian Natural Gas Pipeline, сокращённо TANAP, тур. Trans-Anadolu Doğalgaz Boru Hattı, азерб. Trans-Anadolu Boru Qaz Kəmərinin) — газопровод из Азербайджана через Грузию и Турцию к греческой границе, где его продолжением является Трансадриатический газопровод.

## Краткая характеристика проекта
Газопровод стоимостью 9,2 миллиарда долларов предусматривает транспортировку газа с азербайджанского месторождения «Шах Дениз» от грузино-турецкой границы до западной границы Турции. Строительство началось в марте 2015 года. Торжественное открытие состоялось 12 июня 2018 года. Окончательно строительство закончено в июле 2019 года. Поставки газа на распределительный пункт на границе с Грецией начаты с июня 2019 года. Азербайджан планирует в первые годы поставлять по TANAP в Европу до 10 млрд. м³ природного газа в год, ещё 6 млрд. м³ будут экспортироваться на турецкий рынок.

### Маршрут
Газопровод начинается с Сангачальского терминала на территории Азербайджана как расширение Южно-Кавказского газопровода (SCPx). От конечной точки SCPx в турецком Эрзуруме он продолжен к Эскишехиру, где создано два ответвления для турецких потребителей (из Эскишехира и Тракии). На турецко-греческой границе TANAP соединен с Трансадриатическим газопроводом (TAP), проходящем через Грецию и Албанию с конечной точкой в Италии.
8 июля 2022 года был введён в эксплуатацию интерконнектор между Грецией и Болгарией, посредством чего трубопровод был продлён до Болгарии.
Трубопровод проходит через 20 городов и 67 районов Турции.

### Мощность
Проектная мощность газопровода составляет 16 млрд кубометров природного газа в год.
Диаметр трубы составляет 56 дюймов (1400 мм) от восточной границы Турции до Эскишехира, 48 дюймов (1200 мм) в оставшейся наземной части до побережья Мраморного моря и 36 дюймов (910 мм) по дну Мраморного моря. Самая высокая точка газопровода находится на высоте 2 700 м над уровнем моря.
К 2027 году запланировано увеличение пропускной способности до 31 млрд м³/год. Существуют перспективы увеличения до 60 млрд м3/год при транспортировке дополнительного объёма поставок газа из Азербайджана и в случае введения в действие Транскаспийского газопровода из Туркменистана. Мощность планируется увеличить путём добавления параллельных циклов и компрессорных станций соответственно увеличению запасов.
В октябре 2022 года начаты работы по увеличению мощности газопровода до 32 млрд м3/год. Для достижения мощности в 31 млрд м3/год требуется семь компрессорных станций.

## История проекта
Проект TANAP был анонсирован 17 ноября 2011 года на Третьем Черноморском энергетическом и экономическом форуме в Стамбуле. 26 декабря 2011 года Турция и Азербайджан подписали меморандум о взаимопонимании о создании консорциума для строительства и эксплуатации газопровода. Весной 2012 года начались работы по проектированию и изысканиям на маршруте строительства, было разработано технико-экономическое обоснование.
На сентябрь 2014 года предполагалось, что газопровод будет стоить $10–11 млрд. Строительство началось в 2015 году.
17 марта 2015 года Эрдоган и Алиев встретились с президентом Грузии Георгием Маргвелашвили в городе Карс на Востоке Турции, где официально было заложено основание трубопровода, таким образом ознаменовалось начало работ по постройке газопровода.
Участок TANAP от турецко-грузинской границы до Эскишехира был передан в эксплуатацию 12 июня 2018 года. Строительство второго участка трубопровода — от Эскишехира до турецко-греческой границы (Ипсала) было завершено в конце 2018 года. Сдача в эксплуатацию состоялась в ноябре 2019 года.

### Запуск в эксплуатацию
12 июня 2018 года, в турецкой провинции Эскишехир, на компрессорно-измерительной станции состоялось открытие Трансанатолийского газопровода. Президенты Азербайджана и Турции, Ильхам Алиев и Реджеп Тайип Эрдоган запустили газопровод.
В церемонии открытия также приняли участие глава азербайджанской нефтяной компании (SOCAR) Ровнаг Абдуллаев и турецкий министр энергетики и природных ресурсов Берат Албайрак, президент Сербии Александр Вучич, премьер-министр Болгарии Бойко Борисов, президент Северного Кипра Мустафа Акынджи, президент Украины Пётр Порошенко, генеральный исполнительный директор компании BP Роберт Дадли и другие.
Церемония открытия:
- На церемонии открытия проекта TANAP в турецком Эскишехире. 12 июня 2018 года
- Встреча Ильхама Алиева с Президентом Турции Реджепом Тайипом Эрдоганом
- Выступление Президента Азербайджана Ильхама Алиева на церемонии открытия проекта TANAP в турецком Эскишехире
- Президенты Азербайджана, Турции и Украины на церемонии открытия газопровода проекта TANAP в турецком Эскишехире

30 июня 2018 г. начались поставки газа по трубопроводу с территории Азербайджана до Турции.
1 июля 2019 Азербайджан объявил о завершении строительства Трансанатолийского трубопровода; азербайджанский газ был доставлен по TANAP до турецко-греческой границы.
30 ноября 2019 года в посёлке Ипсала турецкого города Эдирне состоялась церемония открытия соединения газопровода с Европой.

## Акционеры
С марта 2015 года акционерами консорциума являются:
- «Southern Gas Corridor JSC» (51 %),
- «BOTAŞ» (30 %),
- «BP Pipelines (TANAP) Limited» (12 %),
- «SOCAR» (7 %).

В свою очередь акционерами азербайджанской Southern Gas Corridor JSC являются: Азербайджанская республика (в лице министерства экономики Азербайджана) — 51 % и SOCAR — 49 %.
Штаб-квартира компании TANAP — Анкара, Турция.

## Поставки
С момента ввода в эксплуатацию по июнь 2022 года по трубопроводу транспортировано 16 млрд. м3 газа в Турцию и 11,3 млрд. м3 газа транзитом через Турцию в Европу. Из них 9,3 млрд м3 в Италию, 1,3 млрд м3 — в Грецию, 0,3 млрд м3 — в Болгарию.
22 марта 2024 года объём поставок по трубопроводу достиг 60 млрд. м3.